# آكسيس هوليوود
الوصول إلى هوليوود هو برنامج إخباري ترفيهي تلفزيوني يعرض في أيام الأسبوع ويغطي أحداث وشخصيات بارزة في صناعة الترفيه. المنتج التنفيذي لبرنامج هو جيم فإن، ويخرجه حاليا سيلفرستاين روبرت. بدءت نسخة الولايات المتحدة 9 سبتمبر 1996، في عام 2003 بدأ إنتاج نسخة بريطانية من البرنامج وبدءت النسخة أيرلندية في بث عام 2006 على قناة 6 قناة المنحلة، المعروفة الآن باسم 3e. وفي كندا سيبدأ بث هذا البرنامج في 5 سبتمبر 2011.

## روابط خارجية
- آكسيس هوليوود على موقع IMDb (الإنجليزية)
- آكسيس هوليوود على موقع كينوبويسك (الروسية)
- آكسيس هوليوود على موقع قاعدة بيانات الفيلم (الإنجليزية)